# 工会联合会 (波兰)

工会联合会标志

工会联合会（缩写为ZZZ）是波兰历史上的一个全国性工会组织。  
该组织成立于1945年。1956年，该组织有400万名成员；1980年，增长至1200万名。该组织与波兰工人党和波兰统一工人党关系密切。1956年，它一度获得一定程度的自主权。
1980年，独立工会“团结工会”成立，并迅速受到广泛欢迎。该组织因此失去大部分成员，并于同年12月31日解散，其资产随后被移交给新成立的全波兰工会联盟。